# Esperanza Zuloaga

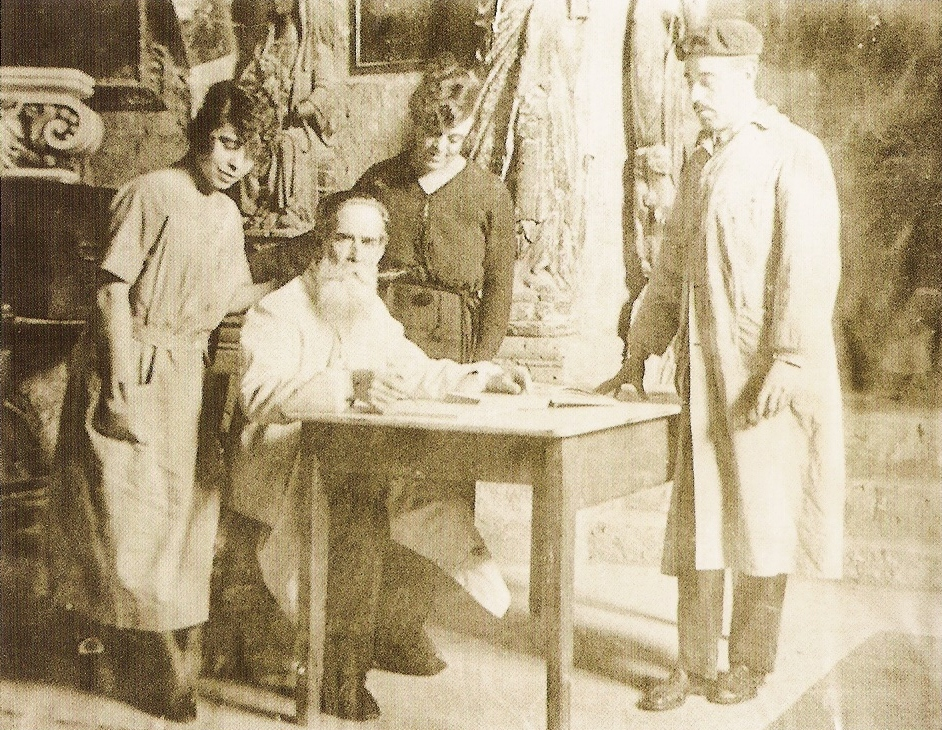
Esperanza (izquierda) junto a su padre y sus hermanos Juan y Teodora, en el taller de Segovia.

Esperanza Zuloaga Estringana (Madrid, 18 de diciembre de 1881 – Segovia, 15 de abril de 1937), ceramista española, hija del ceramista Daniel Zuloaga y prima del pintor Ignacio Zuloaga.

## Biografía
Nació en la calle Ferraz de Madrid, en el seno de una familia de artistas. Se formó en el taller familiar, interesándose desde muy joven por la iconografía religiosa debido a su personalidad beata y mística. En esa época, década de 1920, hizo copias en cerámica de obras maestras de la pintura, como la del Cristo crucificado de Diego Velázquez. También envió una pequeña pizarra esmaltada a Hellín (Albacete), destinada al sagrario del santuario de su patrona, la Virgen del Rosario.
En 1925 fue pensionada por el gobierno español para estudiar cerámica dos años en Sèvres (Francia), donde habían estudiado su padre y su abuelo, el armero Eusebio Zuloaga. En 1929 visitaría de nuevo Francia para estudiar en Limoges, y en 1930 fue becada para profundizar el estudio de los esmaltes en Inglaterra. Ese mismo año volvió a Sèvres para perfeccionar su técnica; durante esa estancia, la revista Blanco y Negro publicó un artículo glosando su paso por la fábrica francesa.
Esperanza fue retratada por algunos de los artistas que visitaban el taller familiar de la capital segoviana, y el escultor Mateo Inurria la dedicó un busto. Falleció en Segovia el 15 de abril de 1937, cuando su obra comenzaba a equipararse a la de su hermano Juan. Su muerte, con 55 años de edad, afectó profundamente a su hermano. Parte de su obra se conserva en el Museo Zuloaga de Segovia, dedicado a la familia.